# باب الباغ (كتشو)
باب الباغ (بالفارسية: باب‌الباغ) هي قرية تقع في إيران في Kachu Rural District. يقدر عدد سكانها بـ 252 نسمة .